# برایان وایلد
برایان وایلد (انگلیسی: Brian Wilde؛ ‏ ۱۳ ژوئن ۱۹۲۷ – ۲۰ مارس ۲۰۰۸) بازیگر اهل بریتانیا بود. وی بین سال‌های ۱۹۵۳ تا ۱۹۹۷ میلادی فعالیت می‌کرد.

## گزیدهٔ نقش‌آفرینی‌ها

### سینما
- هلیم (۱۹۷۹)
- ماجراهای راننده تاکسی (۱۹۷۶)
- فقط دو بار زندگی می‌کنید (۱۹۶۷)
- مورگان، بیمار مناسبی برای درمان (۱۹۶۶)
- عزیز (۱۹۶۵)
- اینترپل (۱۹۵۷)

### تلویزیون
- در انتهای دوران میانسالی (۱۹۹۷-۱۹۷۶)
- سوئینی (۱۹۷۵)
- هلیم (۱۹۷۷–۱۹۷۴)